# 鈴木款 (ジャーナリスト)
鈴木 款（すずき まこと、1961年 - ）は、フジテレビ「報道2001」ディレクター、ニューヨーク支局長、経済部長を経て現在解説委員であるジャーナリスト。iU情報経営イノベーション専門職大学客員教授

## 概要
1961年北海道函館市生まれ。神奈川県立小田原高校、早稲田大学政治経済学部卒業後、農林中央金庫で外国為替ディーラーなどを経て、1992年フジテレビに入社。2020年早稲田大学大学院スポーツ科学研究科卒業。著書に「小泉進次郎　日本の未来をつくる言葉」、「日本のパラリンピックを創った男　中村裕」、「日経電子版の読みかた」、編書に「2020教育改革のキモ」。映倫の年少者映画審議会委員。はこだて観光大使。2017年にサハラ砂漠マラソン（全長250キロ）を走破。